# Ácido cloroáurico
Ácido cloroáurico é o composto de fórmula química HAuCl4. Ele é normalmente usado como fonte de ouro (Au) em experiências químicas. O ácido cloroáurico é o produto formado ao dissolver ouro em água régia, por exemplo, ao retirar ouro de componentes eletrônicos. O mesmo nome é usado para a forma anidra e para a forma tri-hidratada.

## Obtenção e síntese
A maneira mais convencional e trivial de se obter o ácido cloroáurico é a dissolução de ouro elementar em água régia (uma mistura de três partes de ácido clorídrico para uma parte de ácido nítrico):
{\displaystyle \mathrm {2\ Au+2\ NOCl+3\ Cl_{2}+2\ HNO_{3}\rightarrow } } {\displaystyle \mathrm {2\ HAuCl_{4}+4\ NO_{2}} }

Uma outra possibilidade é a reação entre cloreto áurico e ácido clorídrico:
{\displaystyle \mathrm {AuCl_{3}+HCl\longrightarrow HAuCl_{4}} }

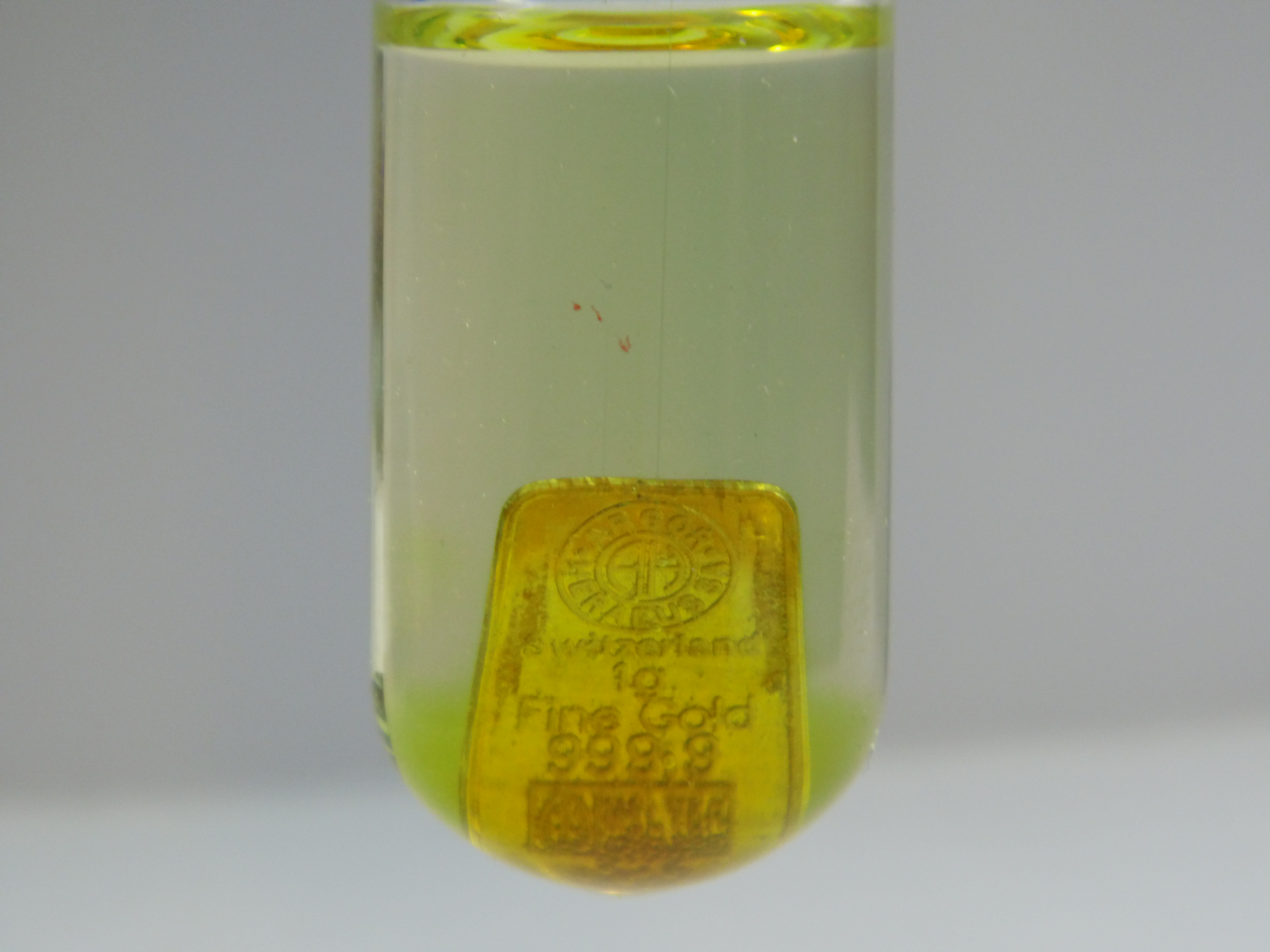
Dissolução progressiva de ouro em água régia.
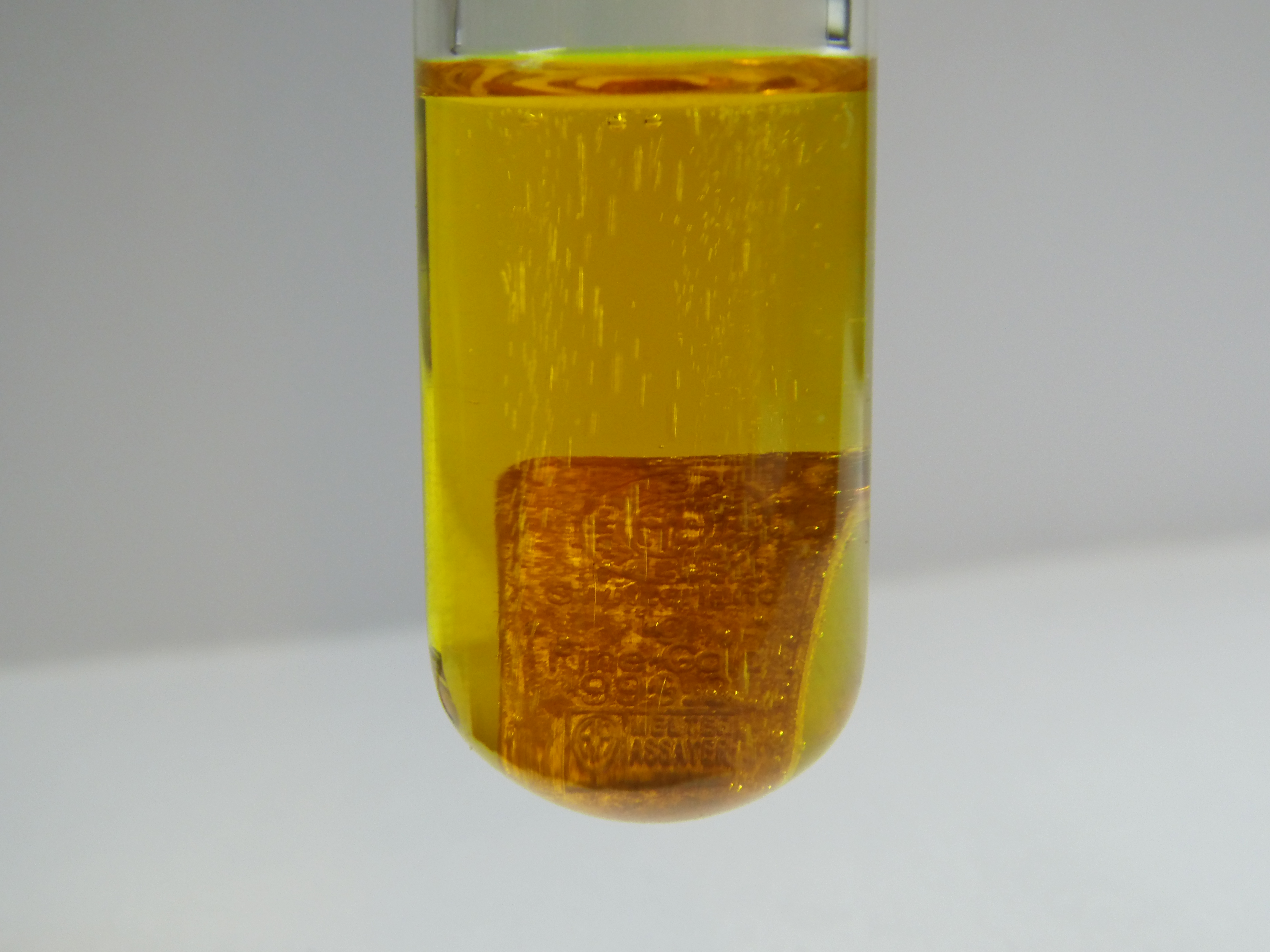
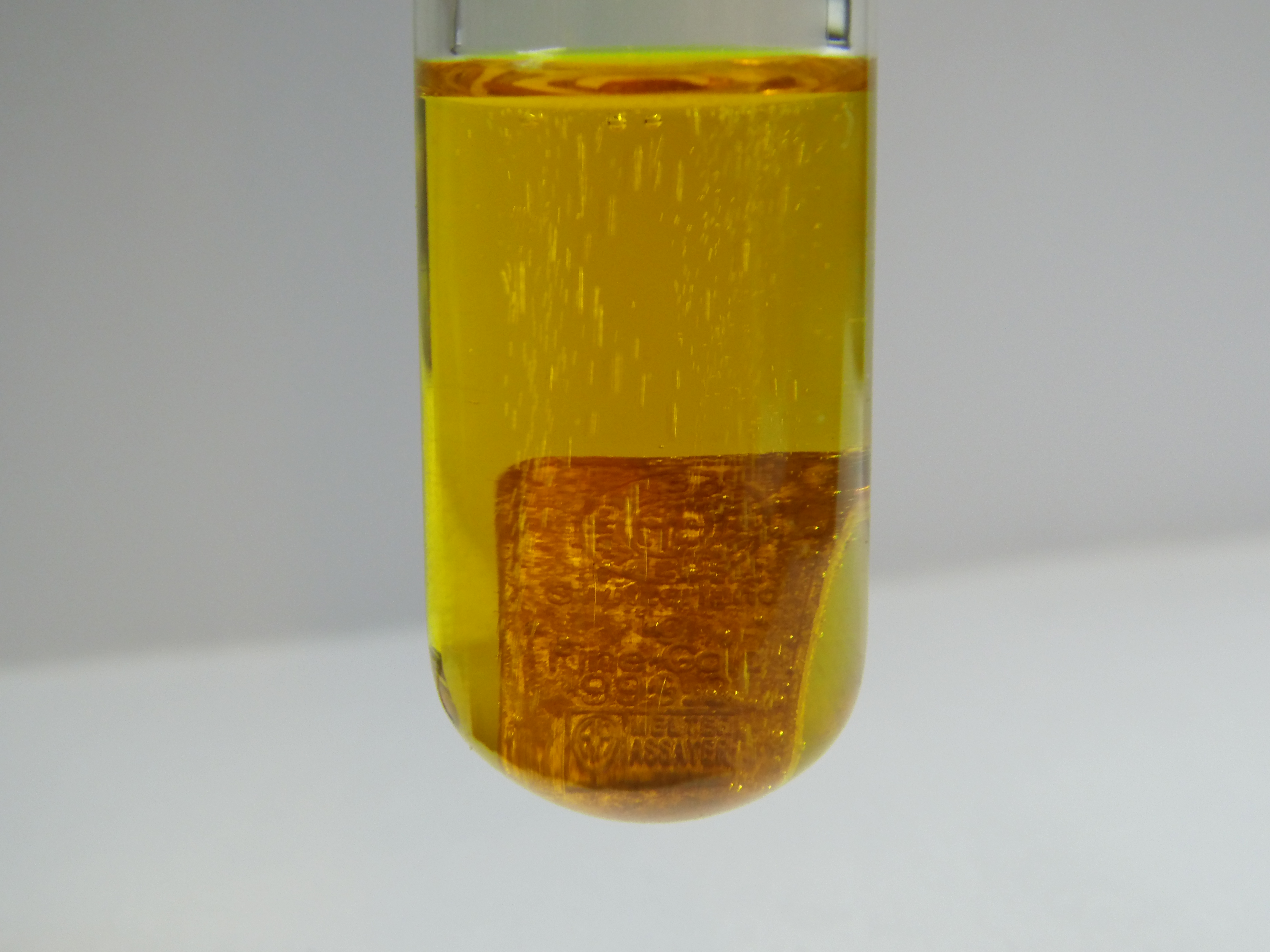

## Propriedades

### Propriedades químicas

#### Reações
O tratamento alcalino do ácido cloroáurico, com uma base padrão, resulta na produção de sal metálico de tetracloro-ouro e água. O respectivo sal de tálio possui solubilidade baixa na maioria dos solventes. A combinação com amônio (sal quaternário de amônio) também é conhecida. Outros sais de forma complexa são: [Au(bi-pir)Cl2][AuCl4] e [Co(NH3)6][AuCl4]Cl2.
A redução parcial do ácido produz dicloroaurato(I), [AuCl2]- (oxônio como contra-ião).<--- (Ref. ERRADA??) Através de redução podem também ser produzidos outris compostos de coordenação do ouro(I), especiamente utilizando-se ligantes orgânicos. Frequentemente o próprio ligante serve como agente redutor, como é no caso da tioureia, (H2N)CS:
{\displaystyle \mathrm {AuCl_{4}^{-}+4(H_{2}N)_{2}CS+H_{2}O\longrightarrow Au[(H_{2}N)_{2}CS]_{2}^{+}+(H_{2}N)_{2}CO+S+2Cl^{-}+2HCl} }

O ácido cloroáurico é o composto percursor na preparação de nanopartículas de ouro. Para precipitação destas agentes redutores, como por exemplo o tiosulfato (Na2S2O3), são usados.
O aquecimento da forma hidratada (HAuCl4• n H2O) em uma corrente de gás cloro resulta em cloreto áurico (o cloreto de ouro (III), Au2Cl6).

## Anedota histórica
Durante a Segunda Grande Guerra, o químico húngaro residente na Dinamarca, George de Hevesy, laureado com o Prémio Nobel no ano de 1943, decidiu literalmente transformar as medalhas de pelo menos dois, também laureados, colegas (Max von Laue e James Franck) em ácido cloroáurico, dissolvendo-as em água régia, para escondê-las dos nazistas. E assim o fez, quando Copenhagen acabara de ser invadida. Após a guerra, o ouro foi recuperado e a Fundação Nobel generosamente refez as medalhas.